# لورن بی-رگولا
لورن بی-رگولا (انگلیسی: Lauren Bay-Regula؛ زادهٔ ۹ اوت ۱۹۸۱) بازیکن سافت‌بال اهل کانادا است.
وی در مسابقات کشوری و بین‌المللی در مجموع برندهٔ ۱ مدال برنز شده‌است.